# Tereza Hrušecká
Tereza Hrušecká (ur. 2 lipca 2002) – słowacka siatkarka, reprezentantka kraju, grająca na pozycji środkowej. 
Jej młodsza siostra Tamara, również jest siatkarką.

## Sukcesy klubowe
Liga słowacka:
- 2021[6]
- 2019

Puchar Słowacji:
- 2020[7]

Puchar Czech:
- 2022[8], 2023[9]

Liga czeska:
- 2023[10]
- 2022[11]